# Aminah bint Wahab
Aminah bint Wahab of Aminah bint Wahb (Arabisch: آمنة بنت وهب) was Mohammeds moeder en was getrouwd met Abdallah ibn Abd al-Muttalib. Ze overleed in 577 in Abwa, in de nabijheid van Medina, toen Mohammed 6 jaar oud was.

## Levensloop
Aminah was de dochter van Wahab ibn Abd al-Manaf (ook wel geschreven als Wahb ibn Abd Manaf) en Barrah bint ‘Abd al ‘Uzzā ibn ‘Uthmān ibn ‘Abd al-Dār in Mekka. Ze behoorde tot de substam Banu Zuhrah binnen de stam van Qoeraisj.